# 堀岡真
堀岡 真（ほりおか まこと、1971年7月23日 - ）は、日本の俳優。香川県出身。現代制作舎所属。旧芸名は岡 真志。

## 人物
身長178cm。体重78kg。
特技はバスケットボール、剣道。
別府大学美学美術史学科卒業。

## 出演作品

### 映画
- 修羅がゆく（1995年、ナック） - 警察官
- ゴジラシリーズ（東宝）
  - ゴジラ2000 ミレニアム（1999年） - Xビルの通信員 役[1]
  - シン・ゴジラ（2016年）[2] - 甲斐第32普通科連隊第3科長 役[1]
- ウルトラシリーズ（松竹）
  - ウルトラマンティガ THE FINAL ODYSSEY（2000年） - 捜索隊隊員
  - ウルトラマンコスモスVSウルトラマンジャスティス THE FINAL BATTLE（2003年） - オペレーター
  - ULTRAMAN（2004年） - 航空自衛隊補佐官
- 借王 -狙われた学園-（2001年、日活） - 暴力団員
- 杉に生きる（2004年） - 憲兵
- 聯合艦隊司令長官 山本五十六（2011年、東映） - 新聞記者
- 狂恋（2014年） - 菅沼警部 役

### テレビ
- 家族注意報! 第2・3話（1996年、NHK） - 運送屋
- 金曜エンタテインメント / テロリストのパラソル（1996年、フジテレビ） - 学生運動家
- ウルトラシリーズ
  - ウルトラマンガイア 第39話「悲しみの沼」（1999年、MBS） - 近藤
  - ウルトラQ dark fantasy 第16話「ガラQの大逆襲」（2004年、テレビ東京） - 電話通信局係官
- 花王 愛の劇場 空への手紙 第25話（1999年、TBS） - 引っ越し屋
- 救急戦隊ゴーゴーファイブ 第20話「不滅の救急（レスキュー）魂」（1999年、テレビ朝日） - レスキュー隊員
- 火曜サスペンス劇場 警部補 佃次郎 第11作「かるはずみな言葉」（2000年、日本テレビ） - 菊地
- 仮面ライダーシリーズ（テレビ朝日）
  - 仮面ライダー龍騎 第31話「少女と王蛇」（2002年） - 海上保安官
  - 仮面ライダーカブト 第14話「裏の裏の裏」（2006年） - ビジネスマン（シャドウの隊員[3]）
- 相棒 第12話「午後9時30分の復讐 特命係、最後の事件」（2002年、テレビ朝日） - 刑事
- 大河ドラマ（NHK）
  - 新選組! 第43話「決戦、油小路」（2004年） - 勤皇志士
  - 風林火山 第28話「両雄死す」（2007年） - 村上の物見
- 笑う三人姉妹 第14話（2005年、NHK） - ホテルマン
- 松本清張 けものみち 第8話「鬼頭の死〜莫大な遺産」（2006年、テレビ朝日） - 検察官
- 繋がれた明日 第2話（2006年、NHK） - 警察官
- 次郎長背負い富士 第2話（2006年、NHK） - 武州の武五郎
- 魔弾戦記リュウケンドー 第34話「世界最大のアンブレラ」（2006年、テレビ愛知） - 父親
- ハゲタカ 第4話「激震! 株主総会」（2007年、NHK） - 大空電機社員
- 咲くやこの花 第5話（2010年、NHK） - 判者補佐
- 実験刑事トトリ 第1シリーズ 第5話「二人の絆〜実験刑事が最後に見たもの」（2012年、NHK） - 石峯テクニカ社員

### オリジナルビデオ
- 鉄道物語2 非現実的鉄道ドラマ（2005年）
- 人妻蟻地獄マンション（2008年） - 樽一
- 殺人者（2013年）

### 舞台
- アイーダ

### ラジオ
- はるさんの日記 - ファミレス店長
- 査察機長 - 管制官
- 遺失物管理所 - 大道芸人